# Exantema fijo medicamentoso
En medicina, se conoce como exantema fijo medicamentoso a ciertas lesiones de la piel con características específicas que aparecen en algunos pacientes varias horas después de la administración de determinados medicamentos y desaparecen cuando se suspende el tratamiento causante, para reaparecer de nuevo en la misma localización si se reanuda la administración de la sustancia que lo provocó. Las lesiones aparecen generalmente en manos, pies, región genital y labios y están provocadas por un fenómeno de autoinmunidad, es decir por una respuesta inmunológica anómala contra las células del propio organismo. El diagnóstico se basa en la apariencia característica de la lesión, los antecedentes de ingesta del fármaco sospechoso y la biopsia de piel. El tratamiento consiste en la retirada del medicamento causante.

## Historia
La primera descripción fue realizada en el año 1889 por Bourns, el cual observó la erupción en un paciente que había ingerido una dosis muy elevada del medicamento antipirina. En 1894 Louis-Anne-Jean Brocq acuñó el término de hiperpigmentación residual delimitada y comprobó que las lesiones reaparecían en la misma zona de la piel cuando se introducía de nuevo el tratamiento desencadenante.

## Etiología

El piroxicam es un medicamento antiinflamatorio que puede provocar exantema fijo medicamentoso.

En la literatura médica se han descrito más de 100 medicamentos que pueden causar exantema fijo medicamentoso. Algunos de los más frecuentemente implicados son los siguientes:
- Medicamentos pertenecientes al grupo de antiinflamatorio no esteroideos. Son un grupo muy numeroso de fármacos de uso habitual para enfermedades reumáticas. Algunos de los más empleados son el ibuprofeno, diclofenaco, naproxeno y piroxicam.[1]
- Analgésicos como el metamizol y el paracetamol. Se emplean en el tratamiento del dolor, muchos de ellos son de venta libre en farmacias.[1]
- Anticonceptivos orales.[1]
- Medicamentos para el control de la ansiedad como el diazepam, lorazepam y lormetazepam.[1]
- Antibióticos y quimioterápicos como las sulfamidas, trimetoprim-sulfametoxazol, amoxicilina, ampicilina, eritromicina, azitromicina, doxiciclina y clindamicina.[4]
- Antiepilépticos como la carbamazepina.[1]

## Clínica
Consiste en la aparición de una o varias lesiones en la piel que son de aspecto redondeado u ovalado y tienen un color rojizo o violáceo. En el centro de la lesión puede aparecer una vesícula que tiende a erosionarse y formar una costra, cuando la lesión se cura puede dejar como secuela una zona en la piel de tono más oscuro (hiperpigmentación), fenómeno que persiste durante semanas o meses.
Las lesiones pueden ser únicas o múltiples, cuando están diseminadas por todo el cuerpo el cuadro se llama exantema fijo medicamentoso generalizado. Ciertas zonas de la piel son más proclives a que aparezcan las placas, sobre todo genitales, manos, pies y la mucosa de la boca y labios.

## Diagnóstico
El diagnóstico del exantema fijo medicamentoso se basa en los síntomas, el aspecto característico de las lesiones de la piel y el antecedente de la ingesta de alguno de los medicamentos potencialmente causantes. Puede ser de ayuda la biopsia cutánea y las pruebas alérgicas, especialmente la colocación sobre la piel de parches con la sustancia sospechosa, con la finalidad de comprobar si provocan la erupción. También puede realizarse la prueba de provocación oral que consiste en observar si se reproducen las lesiones tras administrar el fármaco por vía oral, esta prueba aunque útil está contraindicada en los casos de exantema fijo generalizado. El diagnóstico diferencial incluye otros procesos que pueden dar síntomas parecidos y también están causados por la administración de medicamentos, entre ellos el síndrome de Stevens-Johnson y la necrólisis epidérmica tóxica.